# Harry Everts
Harry Everts   (Neeroeteren, Maaseik, 6 de febrer de 1952) és un expilot de motocròs flamenc, guanyador d'un Campionat del Món de motocròs en la categoria dels 250cc i de tres en la dels 125cc. A banda, formant part de l'equip belga va guanyar dos Motocross des Nations i sis Trophée des Nations. El 2013 va ser nomenat FIM Legend.
És el pare de Stefan Everts, qui amb deu títols mundials de motocròs és el pilot que més n'ha guanyat mai.

## Trajectòria esportiva
Nascut en una família nombrosa amb vuit germans i de pare miner, Everts començà a córrer en motocròs a catorze anys, apadrinat pel seu oncle Jef Teuwissen, un famós pilot del seu poble. A quinze anys guanyà el Campionat de Bèlgica júnior, però quan es descobrí que havia falsejat els documents per treure's la llicència (calia tenir setze anys) en fou desposseït i estigué diversos mesos sense poder competir. Va haver de tornar a la categoria Amateur on guanyava totes les curses que corria amb la seva Maico 500cc.
El 1970 decidí anar-se'n a córrer als EUA amb una Puch de 125 cc, després d'haver signat amb la marca austríaca a recomanació de Joël Robert. De vuit curses que hi va córrer en guanyà set i quedà segon a l'altra, aconseguint que Puch es fixés en ell i li fes lloc al seu equip oficial quan va tornar a Bèlgica, de cara a l'any següent. El 1971, a més de les curses de 250cc que disputà amb Puch, participà també en curses de 500 cc amb una Husqvarna privada, ja que la marca austríaca no tenia moto d'aquesta cilindrada.
El 1973 disputà per primer cop el Campionat del Món de 250 cc com a segon pilot de Puch, secundant el suec Uno Palm. Es lesionà el turmell a mitja temporada i tot i així acabà catorzè. El 1974 passà a ser el pilot principal de Puch. Va guanyar tres mànegues i dos Grans Premis al campionat i va acabar la temporada en tercera posició final.
L'any 1975 guanyà per a Puch l'únic títol mundial de motocròs que ha aconseguit mai aquesta empresa. Ja va liderar el mundial des de la primera cursa al Circuit del Vallès. Va guanyar quatre mànegues, quedà segon en altres quatre i tercer en tres. La temporada de 1976 tingué problemes tècnics que li impediren passar de la cinquena posició final i les relacions amb Puch es refredaren considerablement.

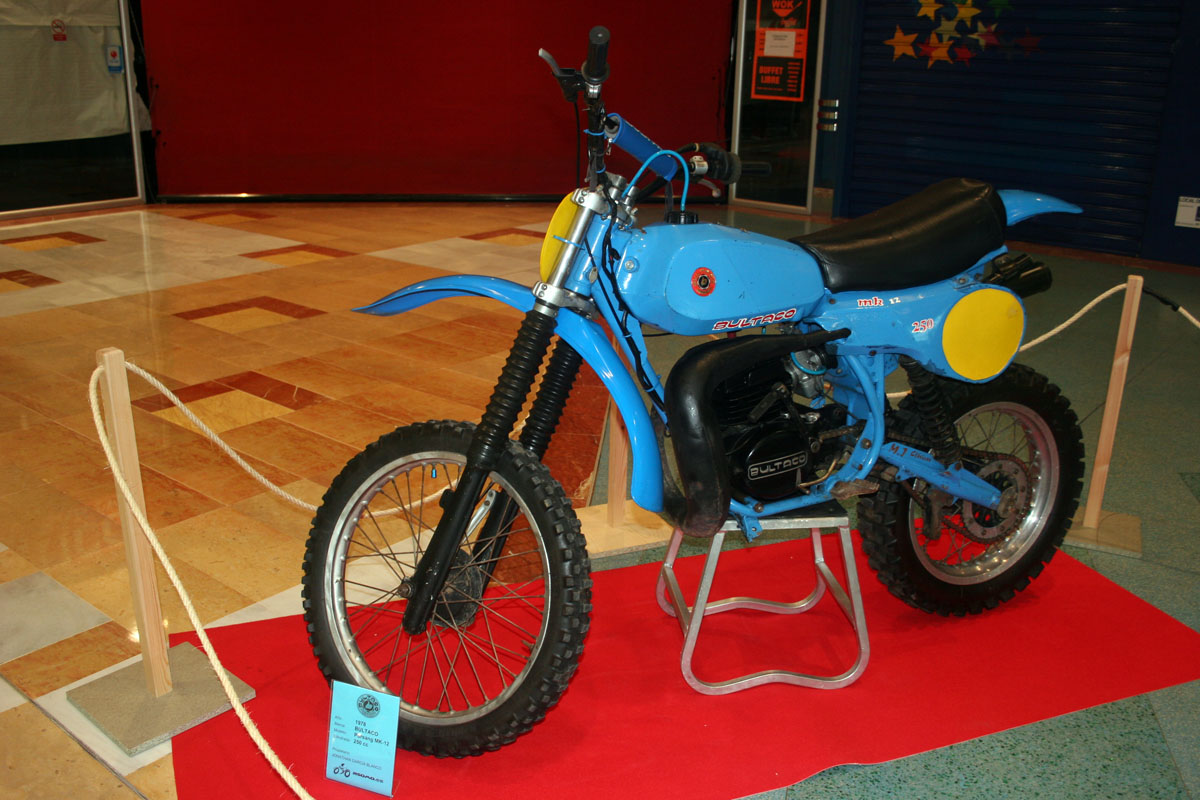
La Bultaco Pursang MK12 "Everts" de 1978, rèplica de la que pilotà aquell any

Després de la temporada de 1976 fitxà per la catalana Bultaco, on va susbtituir el nord-americà Jim Pomeroy com a pilot estrella de la marca. Pilotà les blaves Pursang durant les temporades de 1977 i 1978 sense aconseguir, però, superar la quarta plaça final que havia assolit Pomeroy l'any 1976.
Un cop acabada la temporada internacional de 1978, Bultaco desenvolupà amb la seva col·laboració un model de Pursang 250 molt avançat tecnològicament, per tal d'encarar la temporada següent amb perspectives d'èxit. Dissortadament l'empresa feu fallida a començament de 1979 i Everts hagué de cercar nova destinació professional, passant a signar amb Suzuki per disputar el mundial de 125 cc, un campionat del qual la marca japonesa n'havia guanyat totes les edicions celebrades fins aleshores (amb Gaston Rahier primer i Akira Watanabe després). Fou justament com a pilot oficial de Suzuki quan la carrera d'Everts arribà al seu zenit, aconseguint a partir de 1979 tres títols mundials consecutius en la categoria dels 125 cc.
El 1983 canvià a la categoria màxima, els 500 cc, aconseguint-hi en la seva primera temporada el quart lloc final. En acabar-se aquella temporada, però, Suzuki anuncià que es retirava de la competició oficial. En quedar sense equip, de cara a 1984 Everts va fitxar per Husqvarna, amb la missió de posar a punt el nou prototipus de 500 cc de la marca sueca, però tingué la mala sort de lesionar-se a començament de temporada i l'acabà en blanc. Aleshores va retirar-se definitivament de la competició professional.

## Escola de Motocròs
D'ençà de 1995 Harry Everts regenta l'Everts Motocross Training Camp a Benicàssim, Plana Alta. Es tracta d'una escola de motocròs on ell personalment ensenya els secrets d'aquest esport a pilots de tota mena de nivell, des d'infants de sis anys fins a pilots professionals. La seva intenció en fundar l'escola fou donar als aimants d'aquest esport la possibilitat de preparar-se durant l'hivern de cara a la temporada de curses següent, que comença sempre cap a la primavera.
L'escola es basa en classes teòriques, que imparteix Everts, encarades a millorar la posició de conducció, l'estil als revolts, etc., i en sessions pràctiques en què els aprenents proven les nocions apreses en diferents circuits, pensats per a qualsevol mena de practicant (des dels més fàcils fins a d'altres molt tècnics). Aquesta fórmula d'aprenentatge l'ha feta servir fins i tot el seu fill Stefan.

## Palmarès
| Any          | Motocicleta  | Campionat del Món de motocròs | Campionat del Món de motocròs | Campionat del Món de motocròs | Per equips | Per equips | Títols |
| Any          | Motocicleta  | 500cc                         | 250cc                         | 125cc                         | MXDN       | Trophée    | Títols |
| ------------ | ------------ | ----------------------------- | ----------------------------- | ----------------------------- | ---------- | ---------- | ------ |
| 1973         | Puch         | -                             | 14è                           | -                             |            |            | -      |
| 1974         | Puch         | -                             | 3r                            | -                             |            | 1r         | 1      |
| 1975         | Puch         | -                             | 1r                            | -                             |            | 1r         | 2      |
| 1976         | Puch         | -                             | 5è                            | -                             | 1r         | 1r         | 2      |
| 1977         | Bultaco      | -                             | 4t                            | -                             |            | 1r         | 1      |
| 1978         | Bultaco      | -                             | 6è                            | -                             |            | 1r         | 1      |
| 1979         | Suzuki       | -                             | -                             | 1r                            | 1r         |            | 2      |
| 1980         | Suzuki       | -                             | -                             | 1r                            |            | 1r         | 2      |
| 1981         | Suzuki       | -                             | -                             | 1r                            |            |            | 1      |
| 1982         | Suzuki       | -                             | -                             | 4t                            |            |            | -      |
| 1983         | Suzuki       | 4t                            | -                             | -                             |            |            | -      |
| 1984         | Husqvarna    | - Lesió -                     | -                             | -                             |            |            | -      |
| Total títols | Total títols | 0                             | 1                             | 3                             | 2          | 6          | 12     |
|              |              | 4 mundials                    |                               |                               |            |            |        |

Notes
1. ↑  La classificació consignada a MXDN i Trophée fa referència a la posició final obtinguda per l'equip estatal
2. ↑  Al total de títols s'hi compten tots els campionats internacionals guanyats, MXDN i Trophée inclosos